# Nagyernye község
Nagyernye község (románul: Comuna Ernei) község Maros megyében, Romániában. Központja Nagyernye, beosztott falvai Erdőszengyel, Ikland, Székelykál, Székes, Sáromberke.

## Népessége
A 2011-es népszámlálás adatai alapján a község népessége 5835 fő volt.
| · Nagyernye község nemzetiségi összetétele 2021-ben Magyar (65,38%) Cigány (15,32%) Román (10,25%) Ismeretlen (9,0%) Egyéb (0,050000000000004%) | · Nagyernye község felekezeti összetétele 2021-ben Református (42,41%) Római katolikus (22,35%) Ortodox (15,51%) Unitárius (4,74%) Jehova tanúi (2,11%) Nem vallásos (1,35%) Ismeretlen (9,24%) Egyéb (2,29%) |